# Jan Mendel (badmintonista)
Jan Mendel (ur. 15 lipca 1937 w Sobieniu) – polski badmintonista, jeden z pierwszych instruktorów oraz sędziów badmintona w Polsce. Działał od 1962 roku w ZM TKKF Łódź.

## Osiągnięcia
- 1964 – srebrny medal w I Indywidualnych Mistrzostwach Polski w grze podwójnej mężczyzn (ze Zbigniewem Kościelniakiem)
- 1977 – złoty medal w Indywidualnych Mistrzostwach Polski Seniorów Starszych w grze pojedynczej mężczyzn
- 1977 – srebrny medal w Indywidualnych Mistrzostwach Polski Seniorów Starszych w grze mieszanej (z Jadwigą Ferenstein)
- 1978 – srebrny medal w Indywidualnych Mistrzostwach Polski Seniorów Starszych w grze podwójnej mężczyzn (z Ryszardem Płonkiem)